# Synagoga v Prudníku
Synagoga v Prudníku se nacházela na ul. Kościuszki v polském městě Prudník (dříve německé Neustadt O.S.) v Opolském vojvodství. 

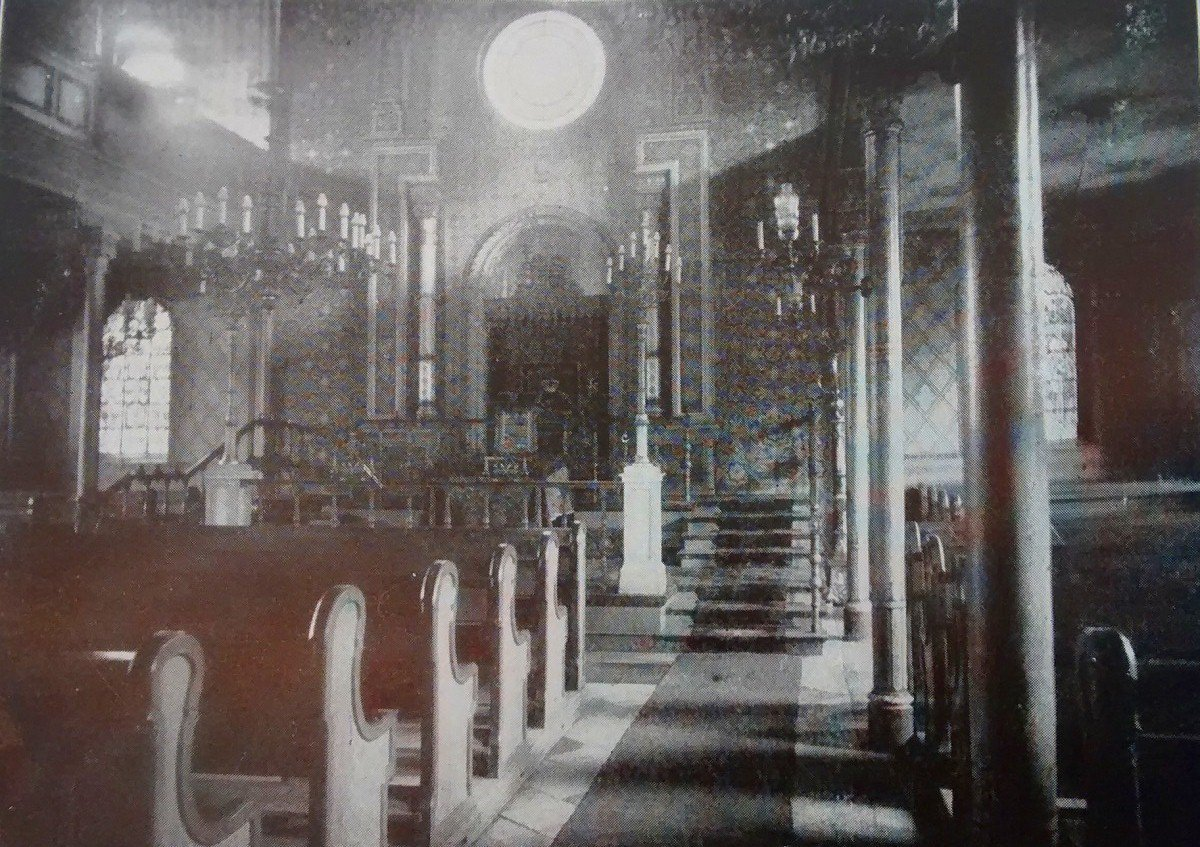
Interiér

Synagoga byla postavena v roce 1877 z iniciativy a z peněz bohaté a vlivné rodiny Fränkel. Během křišťálové noci z 9. na 10. listopadu 1938 ji nacistické jednotky SS a SA vypálili budovu synagogy.